# شركة ترويج اختراعات
تقدم شركة ترويج الاختراع أو شركة تقديم الاختراع خدمات للمخترعين لمساعدتهم على تطوير و تسويق أختراعاتهم. قد تعرض هذه الشركات تقييم أهلية براءات للاختراعات، وتقديم طلبات براءات الاختراع وترخيصها للمصنعين، وبناء نماذج أولية، واختراعات السوق. فهي تتميز عن الشركات الاستشارية التقليدية وشركات المحاماة التي تقدم الخدمات نفسها أو خدمات مماثلة من حيث أنها تسوق خدماتها في المقام الأول للمخترعين الهواة من خلال وسائل الإعلام العامة.
وتقدر الحكومة الأمريكية أن هناك مئات الشركات التي تقدم خدمات ترويج الاختراع وأن «جميعها تقريبًا إما غير فعالة أو احتيالية كليا». يقول مسؤول في مكتب براءات الاختراع والعلامات التجارية في الولايات المتحدة «إنه يعتقد بأن هناك أقل من ستة دعاة شرعيين للاختراع في البلاد».

## الأداء
كان من الصعب الحصول على إحصائيات دقيقة لمعدل نجاح شركات ترويج الاختراع وذلك قبل قانون حماية المخترعين الأمريكين (AIPA) لعام 1999. ومع ذلك، ونتيجة لبعض الإجراءات القانونية المتخذة ضد بعض هذه الشركات، فقد ظهرت معدلات النجاح الإجمالية. كشفت Davison Associates إحدى هذه الشركات عن 900 فكرة حيث كان لدى العميل نموذج أولي مبني من اختراعه بمتوسط تكلفة 11000 دولار، ورخصت 30 منها فقط في غضون 6 أشهر. من الاختراعات المرخصة، 10 فقط جعلت رسوم الترخيص أكثر من تكلفة خدمات الترويج للاختراع.
وقعت شركة InventHelp الترويجية ومقرها بيتسبرغ بين عامي 2007-2009 اتفاقيات مع 5,336 عميلًا مما أدى إلى 86 اتفاقية ترخيص. 27 عميلاً فقط (0.5٪) حصلوا على أموال من رسوم الترخيص أكثر مما دفعوا لـ InventHelp مقابل خدماتهم.
تجني شركات ترويج الاختراع عمومًا أموالها من الرسوم المفروضة على العملاء مقابل الخدمات. يجب دفع هذه الرسوم مقدمًا في العادة وقد يُخبر العميل أنه قد يكون لديه القليل من الوقت، مثل ثلاثة أيام أو أقل، من أجل اتخاذ قرار. قد تتلقى أيضا شركات الترويج للاختراع جزءًا من رسومها كنصيب من العائدات التي يكسبها المخترع في اختراعه. برغم من ذلك، قد يكون الجزء الإجمالي من إيرادات شركة ترويج الاختراع يتم الحصول عليها من العائدات أقل من 1٪.

## الحماية القانونية الأمريكية للمخترعين
بعد إطلاق عملية احتيال ضخمة من عدد كبير من شركات الترويج للاختراع  أنشئ قانون حماية المخترعين الأمريكيين (AIPA) لعام 1999 متطلبات الكشف لشركات الترويج للاختراع. تشمل متطلبات الكشف ما يلي:
- اجمالي عدد الأختراعات التي قيمت من قبل المروّج للاختراعات للإمكانات التجارية في السنوات الخمس الماضية، إضافة إلى عدد تلك الاختراعات التي تلقت تقييمات إيجابية، وعدد الاختراعات التي تلقت تقييمات سلبية؛
- إجمالي عدد العملاء الذين تعاقدوا مع مروّج الاختراع في السنوات الخمس الماضية، لا يشمتمل على العملاء الذين اشتروا خدمات المعارض التجارية، أو البحث، أو الإعلان، أو غيرها من الخدمات غير التسويقية من مروّج الاختراع، أو ممن تخلفوا عن الدفع لمروج الاختراع؛
- العدد الإجمالي للعملاء الذين عرفوا من قبل مروّج الاختراع بأن يكونوا قد حصلوا على صافي ربح مالي كنتيجة مباشرة لخدمات الترويج للاختراع المقدمة من قبل مروج الاختراع هذا؛
- العدد الإجمالي للعملاء المعروفين من قبل مروّج الاختراع بأنهم حصلوا على اتفاقيات ترخيص لاختراعاتهم كنتيجة مباشرة لخدمات الترويج للاختراع التي يوفرها مروج الاختراع هذا؛ و
- أسماء وعناوين جميع شركات ترويج الأختراع السابقة التي ارتبط بها مروج الأختراع أو موظفيه بشكل جماعي أو فردي في العشر السنوات السابقة.

أيضا ينص قانون حماية المخترعين الأمريكي على عقوبات مدنية والتي يمكن تقييمها ضد شركات ترويج الاختراعات المنخرطة في ممارسات احتيالية أو خادعة، والتي حددتها لجنة التجارة الفيدرالية بأنها «عمليات احتيال ترويج الاختراعات».
كلا من مكتب الولايات المتحدة للبراءات والعلامات التجارية ولجنة التجارة الفيدرالية (FTC) يوفر مبادئ توجيهية لإيجاد شركات تطوير الاختراعات المشروعة والنماذج الأولية والترويج، والتي تتوافق مع الجمعية البرلمانية للاسيان AIPA.

## الإجراءات القانونية ضد شركات الترويج للاختراع

### شركة تقديم الاختراع
توصلت لجنة التجارة الفيدرالية (FTC) في عام 199 إلى تسوية مع شركة اختراع التقديم، بعد تحقيق دام خمس سنوات في الادعاءات بأن الشركة «قدمت وصفًا خاطئًا لطبيعة ونوعية ومعدل نجاح خدمات الترويج التي باعتها للمستهلكين». بموجب شروط مرسوم الموافقة، خصصت شركة تقديم الاختراع – تداولها حاليًا باسم InventHelp – خصصت 1.2 مليون دولار لرد أموال العملاء.

### مشروع التلاعب
أطلقت لجنة التجارة الفيدرالية الأمريكية (FTC)«مشروع التلاعب» في عام 1997 لتحديد ومقاضاة وتغريم الشركات المتورطة في ممارسات احتيالية أو خادعة، فيما يُزعم أنه احتيال كبير من قبل كمية كبيرة من شركات ترويج الاختراع.
تم تسوية جميع الأطراف المتهمين باستثناء واحد مع لجنة التجارة الفيدرالية وتم إنشاء صندوق تعويض بقيمة 250.000 دولار للمخترعين الذين استحوذت عليهم الشركات في عام 1998. وصدرفي عام 2009 حكم ضد دافيسون وشركاءه. وقد تم تغريمهم 26 مليون دولار أمريكي لتعويض العملاء المحتالين. استأنف دافيسون الحكم، بعدها في عام 2008 استقر مع لجنة التجارة الفيدرالية مقابل 10.7 مليون دولار.

### التسويق العالمي لبراءات الأختراع
تم إغلاق شركة التسويق العالمي للبراءات بواسطة لجنة التجارة الفيدرالية FTC في عام 2017. ضمن أعضاء المجلس الاستشاري للشركة المدعي العام الأمريكي بالوكالة لعام 2018 ماثيو ويتاكر،  وعضو الكونغرس الجمهوري بريان ماست، والعالم رونالد ماليت.

## النشر العام للشكاوى ضد شركات ترويج الاختراع
ينشر مكتب الولايات المتحدة لبراءات الاختراع والعلامات التجارية (USPTO) الشكاوى عبر الإنترنت من العملاء المستائين من شركات الترويج للاختراعات ويوفر الفرصة لشركات ترويج الإختراع للرد على الشكاوى. لكن مكتب الولايات المتحدة للبراءات والعلامات التجارية لا يحقق في صحة أي من الشكاوى أو الردود.

## إرشادات لتحديد الشركات الغير مضمونة
ينشر كلا من مكتب الولايات المتحدة للبراءات والعلامات التجارية ولجنة التجارة الفيدرالية الأمريكية  قواعد إرشادية حول كيفية تحديد المخترعين بشكل أفضل إذا كانت شركة ترويج الاختراع دقيقة أم لا. علامات شركة ترويج الاختراع غير المضمونة تتضمن:
- الادعاءات المبالغ فيها حول إمكانات السوق للاختراع
- رفض تقديم المشورة كتابة
- طلب المال على الفور وبشكل مقدم.